# Tipula quiris
Tipula quiris är en tvåvingeart som beskrevs av Alexander 1940. Tipula quiris ingår i släktet Tipula och familjen storharkrankar. Inga underarter finns listade i Catalogue of Life.